# Dahuk (provins)

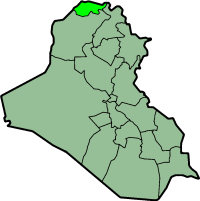
Provinsens läge i Irak. Dahuk omfattar ytterligare områden i den sydöstra delen, vilket inte framgår av denna äldre karta.

Dahuk (kurdiska: Duhok eller Dihok), skrivs idag vanligare Duhok, är en provins i norra Irak, med gräns mot Turkiet i norr och nuddar vid gränsen mot Syrien i väster. Provinsen är en del av det irakiska Kurdistan och hade 1 072 324 invånare 2009. Den administrativa huvudorten är staden Dahuk. Befolkningen domineras av kurder men i provinsen finns även omkring 100 000 assyrier. 

## Administrativ indelning
Provinsen är indelad i sju distrikt:
- Amedi, Akre, Bardarash, Dahuk, Shekhan, Simele, Zakho.

Akre, Bardarash och Shekhan tillhörde tidigare provinsen Ninawa.

## Viktiga orter
- Amedi, Akre, Dahuk, Simele, Bardarash och Zakho

## Galleri

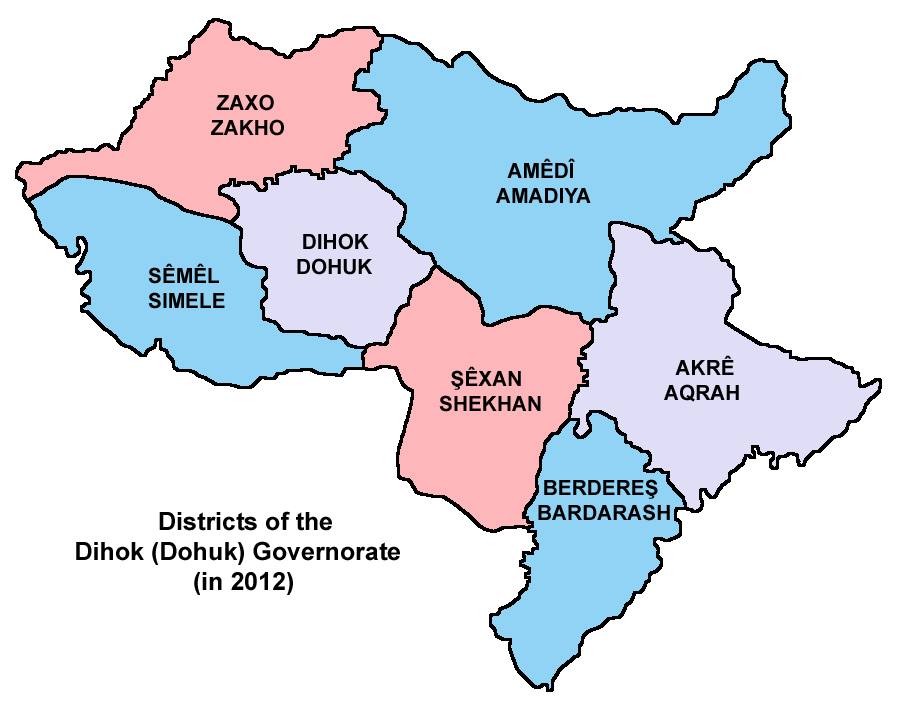
De sju distrikten i Dahuk.
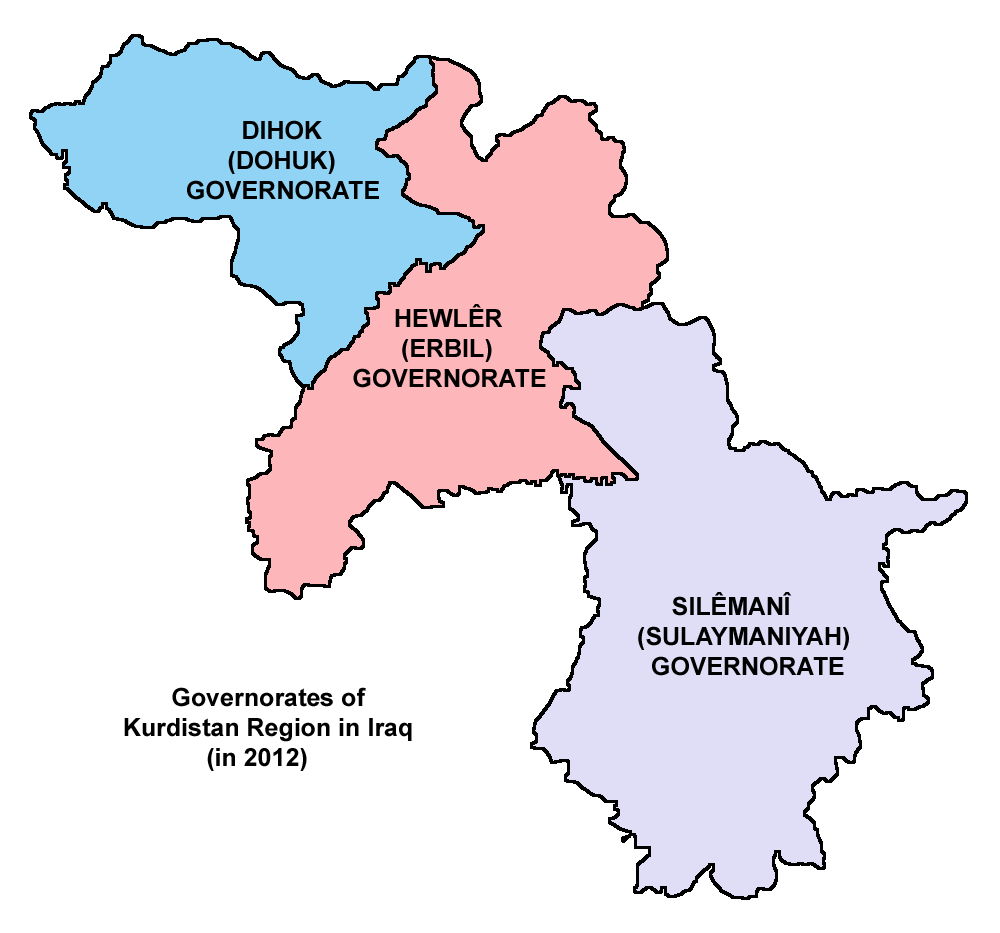
Dahuks läge i irakiska Kurdistan.
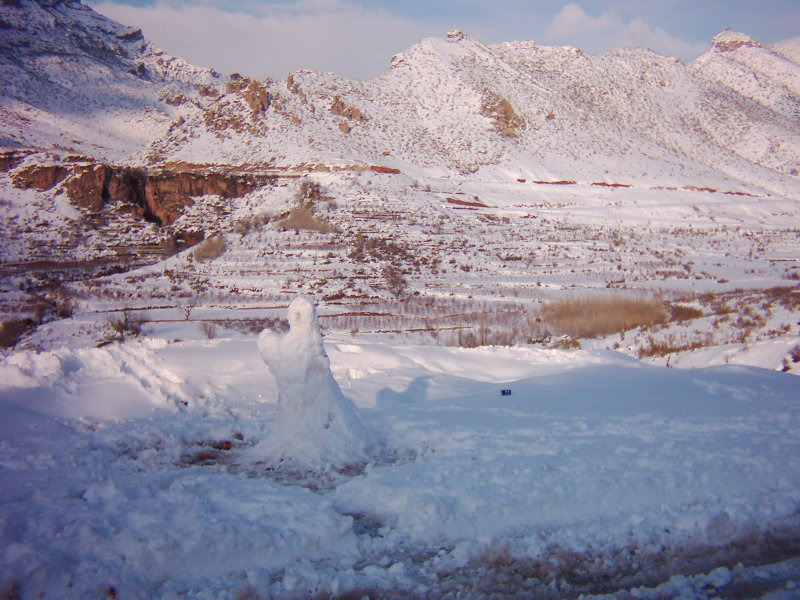
Snöklädda vidder i Dahuk (2009).